# Santa Ana de los Guácaras
Santa Ana de los Guácaras is een plaats in het Argentijnse bestuurlijke gebied San Cosme in de provincie Corrientes. De plaats telt 2.942 inwoners.

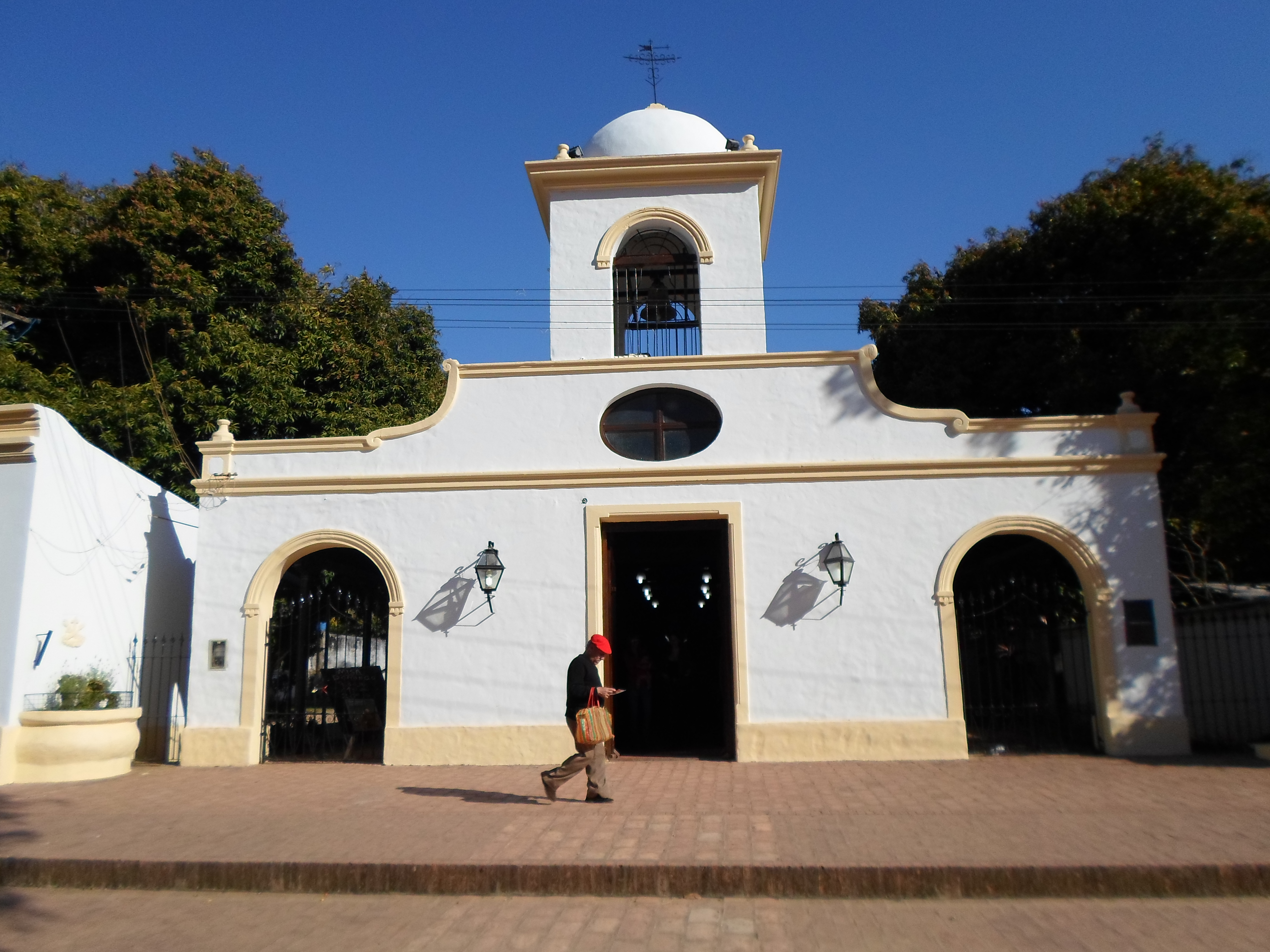
Capilla de Santa Ana